# Sybra vadoni
Sybra vadoni är en skalbaggsart som beskrevs av Stefan von Breuning 1971. Sybra vadoni ingår i släktet Sybra och familjen långhorningar.
Artens utbredningsområde är Madagaskar. Inga underarter finns listade i Catalogue of Life.